# Septimaniai Bernát
Septimaniai Bernát frank főnemes, időszakonként Barcelona és több más grófság ura, Jámbor Lajos egyik legmegbízhatóbb és leghűségesebb főnemese. Egyes forrásokban Gothiai Bernát néven szerepel; ez annak köszönhető, hogy a gótok által még Septimaniának nevezett Riviérát a frankok a 8./9. század fordulójától már inkább Gothiának hívták.
A különböző forrásokban gyakran más titulusokkal szerepel, aminek fő oka, hogy Barcelona grófjaként ő volt az egész Marca Hispanica tartomány ura — a tartomány egyes grófságait ő maga kezelte, a többi gróf pedig (időnként csak névleg) vazallusa volt. E tisztsége miatt számos szerző herceg (dux, comes duce stb.) rangban említi — ezt a címet már ő maga is használta.

## Származása, családja

Septimaniai Bernát birtokai 835-ben

Apja, I. Vilmos Toulouse-i gróf Nagy Károly közeli rokona, emellett egyik legtehetségesebb politikusa és hadvezére volt. 801–812 között Jámbor Lajos hadainak fővezéreként apránként elfoglalta Katalónia nagy részét egészen a Llobregat folyóig. Ezután azonban megcsömörlött a világi élettől, és szerzetesnek állt.
Három fivéréről tudunk. Történelmi feljegyzések először 804-ből említik, amikor elkísérte apját Saint-Guilhem-le-Désert-be, az általa alapított Saint-Guilhem-le-Désert apátság avatására — tíz évvel később apja ebbe az apátságba vonult vissza a világ hívságai elől.
824. június 24-én Aachenben vette feleségül Dhuoda Sanchezt, aki valószínűleg I. Sancho baszk herceg lánya lehetett. Két fiuk közül az idősebb, Vilmos idővel apja örökébe lépett, a kalandor természetű Plantapilosa Bernát pedig a Toulouse-i grófságot szerezte meg.

## Barcelona, grófja (először)
Rampó barcelonai gróf halála (826) után birtokait I. Pipin aquitániai király Bernátnak adta. Bernát uralma ellen hamarosan felkelt a tartomány több befolyásos ura. Vezéreik Guillemó, Conflent grófja és egy bizonyos Aisso lettek — utóbbi valószínűleg a 820-ban leváltott Berà barcelonai gróf hadnagya volt. A lázadók a Barcelonai grófság, Osona és Girona nagy részét elfoglalták, bár Barcelona és Girona erődített városai kitartottak. Osonában csak Roda de Ter vára állt ellen a felkelőknek, ezt azonban bevették és lerombolták. Osona grófja ezután először Aissó lett, akinek bázisterülete Katalónia középső részén volt, de hosszú portyáin még Cerdanya grófságot is végigdúlta. Az ifjú Bernát elmenekült, hogy a császártól kérjen segítséget; rajta kívül csak néhány helybéli gót nemes támogatásában bízhatott. A felkelők támogatására 827 nyarán Katalóniába érkeztek Ubajjád Abu Marván csapatai, és egészen Barcelonáig hatoltak. A környéket felprédálták, de a várost nem sikerült bevenniük, így dolguk végezetlen fordultak vissza. Amikor Jámbor Lajos értesült a muszlim fenyegetésről, megbízta Hugó tours-i grófot és Orléans-i Matfriedet, hogy szervezzenek sereget Pipin megsegítésére, és szorítsák vissza a Marca Hispanica tartományra törő mórokat. A két gróf összegyűjtötte ugyan csapatait, de addig halogatták az indulást, amíg a mór fenyegetés el nem múlt. Gyávaságuk mélyen felháborította Lajost, aki uralkodása legnagyobb teljesítményének Barcelona visszavételét tartotta és mélyen szívén viselte Marca Hispanica sorsát. Ezért 828 februárjában az aacheni birodalmi gyűlésen mindkét grófot megfosztotta tisztétől.
A közeledő frank sereg elől a felkelő vezérek elmenekültek, Pipin pedig helyreállította a korábbi állapotokat és visszahelyezte tisztségébe Bernátot. Ez Girona és főleg Osona grófságban meglehetősen formális maradt, mert ezek a területek a harcokban gyakorlatilag elnéptelenedtek. Lajos nagyon elégedett volt fia teljesítményével, ezért neki adományozta a grófoktól elkobzott Touraine-t és Anjou-t. Orléans grófjává Orléans-i Odót nevezte ki, és némely források szerint egyúttal Bernát fivérének, Gaucelmnek adta hűbérbe Conflent és Razès grófságokat.
A sikeres visszatérés fölöttébb megnövelte Bernát tekintélyét, és birtokai is gyorsan gyarapodtak. Még 828 tavaszán elhunyt Provence-i Leibulf gróf, és Pipin Bernátnak adományozta birtokait:
- Narbonne-t,
- Béziers-t,
- Agdét,
- a Melgueil grófságot,
- Nîmes-t,
- és valószínűleg Uzès grófságot is.

Bernát ezen címek birtokában kezdte el használni a „Septimania hercege” címet. Egy újabb, 828 júniusában Ingelheim-ben tartott birodalmi gyűlés eldöntötte, hogy válaszcsapást mérnek a Córdobai Emirátusra, de a mór fenyegetés csökkenni látszott, és ezért a Thionville-nél összegyűjtött sereget végül nem indították el.

## Udvari karrierje
829-ben Lajos negyedik fiának, a későbbi Kopasz Károlynak adományozta Alemanniát, és ebből az alkalomból a fiút király, illetve herceg címmel  ruházta fel  (nem tisztázott). Ez felbőszítette a legidősebb fiút, Lothárt, akinek öröksége ezzel csökkent. Lothár felkeléshez toborzott híveket, és Lajos ezt megelőzendő 829 augusztusában Paviába küldte Lothárt, hogy ott öltse fel Lombardia vaskoronáját. Fiának pótlására udvarába hívta és a kb. kancellár jelentésű camerarius címmel ruházta fel Bernátot, akit egyúttal a kis Károly felügyeletével is megbízott. Bernát a márki (őrgróf) tisztséggel ruházta fel Gaucelm öccsét, és távollétének idejére rábízta birtokait.
A császári udvarban alig pár hónap alatt egész sor ellenségre tett szert; egyes szerzők szerint ő volt a fő oka annak, hogy. Lothár a következő évben fellázadt apja ellen. Trieri Thegan Gesta Hludowici (Lajos élete című közismert történetírásában azt állítja, viszonyba keveredett Lajos második feleségével, Welf Judithtal. Mindenesetre összeesküvésének részeként Lothár ezzel vádolta meg Károly anyját, és még azt is állította, hogy Károly ebből a törvénytelen kapcsolatból született fattyú. Lajos kivizsgáltatta a történetet, és az szemenszedett hazugságnak bizonyult. Ez a hazugság azonban módfelett hatásosnak bizonyult, így például hatására 830 áprilisában zendülés robbant ki a Rennes-nél a bretonok elleni harcra összegyűjtött seregben. Bernát napjai állandó életveszélyben teltek, mivel Lajos három idősebb fia egyaránt fenekedett rá. Ezért az Annales Bertiniani szerint elhagyta az udvart, és visszatért Barcelonába. Heribert öccsét, akit az udvarban hátrahagyott, száműzetésbe küldték. Autun megyét, amit Bernát nem sokkal korábban kapott meg királyi adományként, visszavették tőle.

## A polgárháborúkban

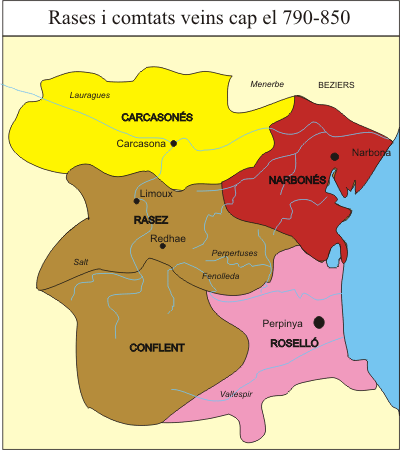
Razès és a szomszédos grófságok kb. 790-850 között

I. Lajos három idősebb fiának apjuk elleni lázadását Pipin indította el 830-ban, de már a Nijmegenben, 830 októberében tartott birodalmi gyűlés idejére véglegessé vált, hogy a császárnak sikerült legyőznie az első polgárháborúban ellene lázadó fúkat. A következő, 831 februárjában Aachenben tartott gyűlésen formálisan kibékült fiaival és elfogadtatta a birodalom újrafelosztását úgy, hogy Gothiát Károly kapja meg — bár ennek az újrafelosztásnak egészen Lajos haláláig semmilyen gyakorlati következménye nem lett. Bernát Judith és Károly bizalmasa maradt, de ők sem mertek nyíltan kiállni érte, amikor Bernát kiesett a császár kegyeiből. A Thionville-ben, 831 októberében tartott újabb gyűlésen a császár hajlandó volt őt személyes kihallgatáson fogadni, de udvari pozícióit nem adta vissza. A sértődött Bernát úgy döntött, hogy felhagy a császár iránti hűségével, és az ellene fenekedőkhöz csatlakozik.
Pipin 832-ben újból felkelt apja ellen. Fontosabb vazallusai közül Berengár toulouse-i gróf határozottan óvta ettől az elhamarkodott lépéstől, Bernát viszont bátorította a lázadót. Lajos 832 elején indította el hadait a felkelők ellen. Berengár megmaradt a császár hűségén, és Bernát birtokaira támadt. Elfoglalta Roussillont, majd valószínűleg Razèst és Conflentet is. Február 2-án már Elna falai előtt állt.
A császári erők sorozatos győzelmei meggyőzték Pipin és Bernátot a további ellenállás reménytelenségéről, ezért 832 októberében behódoltak a császárnak. Ő megfosztotta trónjától Pipint, akit Trierben fogságba vetett, birtokait pedig félestvérének, Károlynak adta. Bernátot hűtlensége miatt minden hivatalából leváltották. Címeitől megfosztották, Marca Hispanicában és Gothiában meglévő birtokait Berengár kapta meg. Öccsétől, Gaucelmtől ugyancsak elvették minden birtokát, ám ő ezzel a rendelkezéssel dacolva átmenetileg még meg tudta tartani Empúries grófságot.
833-ban Lothár kelt fel apja ellen, ekkor azonban Pipin, Bernát és Gaucelm is úgy döntött, hogy lojálisak maradnak a császárhoz. A felkelést hamarosan leverték, és Bernát 834. március 1-én emberveszteségeit előszámlálva visszakövetelte régi birtokait. Lajos hosszas tépelődés után Bernátot és Berengárt is beidézte a 835 augusztusában, a Lyon melletti Cremieux-ben tartott birodalmi gyűlésre. Berengár az odaúton váratlanul meghalt, így a kötöttségeitől megszabadult császár nemcsak Gothiát adta neki (a kisebb grófok hűbérurává téve őt), hanem a Toulouse-i grófságot is. Marca Hispanicából csak négy grófságot nem kapott meg:
- Empúries, Urgell és Cerdanya grófja Sunifred lett azzal, hogy Pallarsot és Ribagorza grófságot is foglalja vissza az ezeket elbitorló Galíndo Aznáreztől,
- Roussillon grófja Alaric lett.

Bernát hűbérura ismét Pipin lett, aki visszakapta Akvitániát és mellé még Anjout is.
Bernát visszatért visszakapott birtokaira, ahol az egykori Berà, illetve Berengár korábbi híveinek ellenállását kellett leküzdenie. A nehezen járható, hegyvidéki Pallarsban és Ribagorzában partizánokat szervezett a grófságok visszafoglalásával próbálkozó Sunifred támogatására; valószínűleg 838-ban sikerült Galíndo Aznárezt ezekből végleg kiszorítani. Az elégedetlenség markáns jeleként azonban a 838 szeptemberében, Quierzy-sur-Oise-ban tartott birodalmi gyűlésen a helybéli, jellemzően gót nemesek tíz ügyben is bepanaszolták. 841-től mindinkább visszavonult a birodalom viszályaitól, és birtokait is algrófok (vikomtok) kormányozták helyette.

## Kopasz Károly uralma alatt
A Jámbor Lajos fiainak örökösödési háborúját 841. június 25-én eldöntő fontenoy-i csatában Bernát nem vett részt; csapatait délen tartotta.
A csata után legidősebb fiát, Septimaniai Vilmos (Guillem) barcelonai grófot küldte követségbe a győztes Kopasz Károlyhoz, és megígérte neki, hogy nem fogja támogatni Aquitániát megkaparintó II. Pipin aquitániai királyt — ezt az ígéretét azonban esze ágában sem volt betartani.
842-ben Károly nagy hadjáratot vezetett Aquitániába. Az alkalmat megragadva leváltotta Toulouse grófjának tisztéből Bernátot, és a helyébe júliusban Akfrédet (Acfred) nevezte ki. Bernát, aki nem fogadta el a döntést, felkelt Károly ellen és nyíltan II. Pipin oldalára állt a polgárháborúban. 843-ban elűzte Akfrédet Toulouse-ból (Akfréd hamarosan, tán  még abban az évben meg is halt). Károly herceg (dux) rangban Provence-i Guérint nevezte ki aquitániai hadainak parancsnokává, és ő megindult Gothia ellen. A polgárháborút hivatalosan a 843 augusztusában megkötött verduni szerződés zárta le, ez azonban Károly és II. Pipin konfliktusának nem vetett véget. Az egyezség Uzès grófságot, ahol Bernát már jelentős birtokokat szerzett, Lothárnak juttatta. Autun megyét, amelyet Bernát már jóval korábban elvesztett, de amelyre fia felújította igényét, Guérin kapta meg.

## Halála, utódlása
844-ben Károly új hadjáratra indult Akvitániába, hogy behódoltassa II. Pipint, és megszállta a Toulouse-i grófságot. A második toulouse-i csatában legyőzte és elfogta Bernátot (Pierre Andoque francia történész szerint Bernátot már egy évvel korábban sikerült elfogni, amikor Guerin elfoglalta Uzèst). 844 augusztusában Károly törvényszéke halálra ítélte Bernátot, akit kivégeztek. Bernát birtokait Sunifred kapta meg.
844. június 14-én Angoumois mellett Pipin és Bernát Vilmos fia súlyos vereséget mért Károlyra.

## Fordítás
- Ez a szócikk részben vagy egészben  a   Bernard of Septimania című angol Wikipédia-szócikk ezen változatának fordításán alapul.  Az eredeti cikk szerkesztőit annak laptörténete sorolja fel. Ez a jelzés csupán a megfogalmazás eredetét és a szerzői jogokat jelzi, nem szolgál a cikkben szereplő információk forrásmegjelöléseként.